# アルテュル・ヴィショ
アルテュル・ヴィショ または、アルテュール・ヴィショ（Arthur Vichot、1988年11月26日 - ）は、フランス・ドゥー県、コロンビエ＝フォンテーヌ出身の自転車競技（ロードレース）選手。
叔父のフレデリック・ヴィショはツール・ド・フランスステージ通算2勝、ブエルタ・ア・エスパーニャステージ通算1勝、パリ〜ニース総合3位の経験を持つ元プロロード選手。

## 経歴

### 2010年
- フランセーズ・デ・ジュー（後のFDJ）と契約。

### 2019年
- ヴィタル・コンセプト・B&Bホテルズ（英語版）へ移籍。
- 2020年シーズン終了後に引退。

## 主な戦績

### 2010年
- パリ〜コレーズ　区間1勝

### 2011年
- レ・ブークル・デュ・スュド・アルデシュ　優勝
- ツール・デュ・ドゥー　優勝
- グランプリ・シクリスト・ド・モンレアル　8位

### 2012年
- グランプリ・ドゥヴェルテュール・ラ・マルセイエーズ　3位
- レ・ブークル・デュ・スュド・アルデシュ　2位
- クリテリウム・デュ・ドフィネ　区間優勝　(第5ステージ)

### 2013年
- ツール・デュ・オー・ヴァル　総合優勝、ポイント賞、ヤングライダー賞
- グランプリ・ド・プリュムレック＝モルビアン4位
- フランス選手権　ロードレース 優勝
- グランプリ・シクリスト・ド・ケベック　2位

### 2014年
- パリ～ニース　総合3位、区間優勝　（第8ステージ）
- GP西フランス・プルエー　3位

### 2016年
- ツール・デュ・オー・ヴァル　総合優勝、ポイント賞
- ドローム・クラシック　3位
- グランプリ・ド・プリュムレック＝モルビアン　3位
- ブークル・ド・ロルヌ　2位
- フランス選手権　ロードレース 優勝
- ツール・ド・フランス　 敢闘賞　（第11ステージ）

### 2017年
- グランプリ・ドゥヴェルテュール・ラ・マルセイエーズ　優勝
- ツール・デュ・オー・ヴァル　総合優勝、ポイント賞

### 2018年
- ツール・ド・ラン 総合優勝、ポイント賞、区間優勝(第3ステージ)